# Hugo (Würzburg)
Hugo (von Würzburg) war ein deutscher, heiliggesprochener Geistlicher. Er war von 983 bis 990 Bischof von Würzburg.

## Leben
Im 10. Jahrhundert waren etliche Klöster niedergegangen. Ursache waren die zahlreichen kriegerischen Auseinandersetzungen, mit denen die Plünderung und Zerstörung von Klöstern einherging. Die Klostergemeinschaften wurden vertrieben und eine Rückkehr war angesichts der Zerstörungen erschwert. Hugo lenkte seine Aufmerksamkeit auf das Andreas-Kloster in Würzburg, heute Kirche St. Burkard. Dieses Kloster versuchte er wieder zu beleben, er ordnete ihm, nicht zuletzt als wirtschaftliche Grundlage, einige Pfarreien und Dörfer zu. Quellen, die hiervon berichten, sind allerdings erst Jahrhunderte später entstanden, so z. B. Die Würzburger Bischofs-Chronik von Lorenz Fries Anfang des 16. Jahrhunderts. Den Abschluss seiner Maßnahmen zur Revitalisierung des Klosters bildete die feierliche Überführung der Gebeine des Heiligen Burkard, des ersten Würzburger Bischofs. Er wurde zum neuen Namenspatron des Klosters erwählt.